# Thierry Pister
Pour les articles homonymes, voir Pister.
Thierry Pister (né le 2 septembre 1965 à Gand) est un entraîneur de football et ancien footballeur français naturalisé belge en 1989.  
En novembre 2019, Thierry Pister devient le nouvel entraîneur du Royal Olympic Club de Charleroi, il succède à Alex Czernia, limogé quelques jours auparavant.  
A 54 ans, l'ancien joueur de l'Antwerp, du Standard et de la Gantoise aura la lourde tâche de redresser la barre chez les Dogues.  
Dans une interview accordée le 26 novembre 2019 sur les réseaux sociaux du club carolo, le directeur sportif Adem Sahin justifie le choix de Thierry Pister en parlant d'un profil d'entraîneur "pour remettre de la discipline et une mentalité de travail" au sein du groupe de joueurs.  

## Carrière de joueur
- 1974-1986 :  KAA La Gantoise
- 1986-1989 :  R. Antwerp FC
- 1989-1990 :  Sporting Toulon Var
- 1990-déc. 1993 :  Standard de Liège
- jan. 1994-1994 :  KAA La Gantoise
- 1994-1996 :  FC Lausanne-Sport
- 1996-1998 :  KSK Beveren
- 1998-2000 :  RAEC Mons

## Carrière d'entraîneur
- juil 1998 - jan. 2002 :  R. AEC Mons
- jan. 2002 - 2002 :  K. SK Beveren
- 2002 - déc . 2003 :  K. SK Ronse
- 2005 - déc. 2005 :  AC Alliansi
- nov. 2007 - 2008 :  R. FC Tournai
- aout 2008 - déc. 2008:  R. AEC Mons
- mars 2009 - fév. 2011 :  KV Oostende
- 2011 - 2012  :  UR La Louvière Centre
- oct. 2012 - fév .2015 :  RC Mechelen
- déc. 2015 - mars 2016 :  FCV Dender
- nov. 2019 - avr. 2020 :  Royal Olympic Club de Charleroi